# Enaria
Enaria är ett släkte av skalbaggar. Enaria ingår i familjen Melolonthidae.

## Dottertaxa tillEnaria, i alfabetisk ordning[1]
- Enaria adusta
- Enaria alluaudi
- Enaria ambalavaoensis
- Enaria andriai
- Enaria androyensis
- Enaria antanala
- Enaria asperula
- Enaria barbieri
- Enaria betiokensis
- Enaria biapicata
- Enaria boissayei
- Enaria carinulata
- Enaria cinerea
- Enaria conspurcata
- Enaria crassa
- Enaria eliei
- Enaria fasciaria
- Enaria grandidieri
- Enaria granulosa
- Enaria grossepunctata
- Enaria hepatica
- Enaria laeviscutata
- Enaria limbalis
- Enaria locellata
- Enaria marginata
- Enaria mathiauxi
- Enaria melanictera
- Enaria micantipennis
- Enaria orientalis
- Enaria pauliani
- Enaria perrieri
- Enaria reticulata
- Enaria rubescens
- Enaria scapulata
- Enaria scutellata
- Enaria seyrigi
- Enaria speculifera
- Enaria squamata
- Enaria tulearensis